# 第九分局
《第九分局》（英語：The 9th Precinct），是一部於2019年上映的奇幻動作電影，由邱澤、温貞菱、劉奕兒、澎恰恰領銜主演，2019年8月29日於台灣上映。

## 劇情
菜鳥交通警察陳家豪一次臨檢中被女鬼所救，也同時抓到通緝要犯。家豪堅持在檢討報告寫入被女鬼所救，而被轉調至第九分局。第九分局是專門處理警界無法處理的靈異事件的單位，幫助無法安心離開的鬼魂離開人世。同時女鬼希望家豪幫忙破解冤情，而認識女鬼的記者好友張如心也一同追查案件。

## 演員陣容

### 主要演員
| 演員姓名 | 角色名稱 | 介紹 |
| 邱 澤    | 陳家豪   | 擁有靈異體質的菜鳥警察，一次臨檢中被女鬼相救，也同時抓到通緝犯。但堅持在檢討報告寫上是被女鬼所救，而被轉調至第九分局 |
| 温貞菱   | 小雪     | 警探，濟公師父的乩童，老張的徒弟                                                                                     |
| 劉奕兒   | 張如心   | 記者，與家豪而一同追查失蹤命案，也是老張的女兒                                                                       |
| 澎恰恰   | 老張     | 第九分局組長，如心的父親，為救被孫玉樹所擒的女兒被推下樓害死                                                         |

### 其他演員
| 演員姓名 | 角色名稱     | 介紹                                               |
| 張允曦   | 黃雅惠       | 女鬼，如心的朋友，在家豪臨檢遇襲時援救家豪         |
| 海裕芬   | 陳媽媽       | 家豪父親冥婚的大媽                                 |
| 汪建民   | 局長         | 警局主管                                           |
| 馬力歐   | 杰哥         | 家豪的學長                                         |
| 楊雁雁   | 孫玉樹       | 孫綜合醫院院長，信奉邪教，四處抓捕女孩來獻祭給惡魔 |
| 高英軒   | 特助         | 孫玉樹的貼身特助，也是幫凶                         |
| 小應     | 黑狗         | 通緝犯，孫玉樹的槍手                               |
| 姚元浩   | 第九分局警探 | 客串                                               |
| 王宥謙   | 小鬼         | 客串                                               |
| 袁艾菲   | 搭電梯的女生 | 客串                                               |
| 隋棠     | 女明星       | 客串                                               |
| 高圓媛   | 女明星的助理 | 客串                                               |
| 吳慷仁   | MIB探員      | 客串，片尾彩蛋現身                                 |
| 邵雨薇   | MIB探員      | 客串，片尾彩蛋現身                                 |
| 陸羿     | 魔王         | 客串                                               |

## 電影音樂

### 主題曲
| 歌曲名稱 | 作詞        | 作曲        | 演唱者      | 備註 |
| 天的創作 | E-SO 陳昱榕 | E-SO 陳昱榕 | E-SO 陳昱榕 |      |

### 片尾曲
| 歌曲名稱     | 作詞           | 作曲           | 演唱者 | 備註 |
| 月光下的影子 | 張語噥、劉偉德 | 張語噥、劉偉德 | 張語噥 |      |

## 票房
台灣方面，首日票房破新台幣500萬元；首週三天票房為新台幣1975萬元；次週票房累計至新台幣3774萬元；第三週票房累計至新台幣4886萬元；第四週票房累計至新台幣5375萬元
。

## 外部連結
- YouTube上的前導預告
- YouTube上的正式預告
- 甲上娛樂的Facebook專頁
- Yahoo奇摩電影上《第九分局》的資料（繁體中文）
- 開眼電影網上《第九分局》的資料（繁體中文）
- 互联网电影数据库（IMDb）上《第九分局》的资料（英文）